# بوم‌ملی‌گرایی
بوم‌ملی‌گرایی (که با عناوینی مانند ملی‌گرایی بوم‌زیستی یا ملی‌گرایی سبز نیز شناخته می‌شود)، آمیزه‌ای است از ملی‌گرایی و سیاست‌های سبز. طرفداران بوم ملی‌گرایی ممکن است از طیف‌های مختلف سیاسی، چه چپ و چه راست، باشند؛ اما همگی بر این باور مشترک‌اند که دولت - ملت و شهروندان آن وظیفه‌ای ویژه در حفاظت از محیط زیست کشور خود دارند.

## تعاریف و اصول
به گفته «جِین داوسون»، بوم ملی‌گرایی به خیزش جنبش اجتماعی اشاره دارد که مسائل حفاظت از محیط زیست را به‌طور مستقیم با دغدغه‌های ملی‌گرایانه پیوند می‌زنند. او همچنین معتقد است که بوم ملی‌گرایی «ترکیبی از محیط‌زیست‌گرایی، هویت ملی و مبارزه برای عدالت» است.
دو استاد تاریخ، «ک. سیواراماکریشنان» و «گونل سدرلوف»، بوم ملی‌گرایی را این‌گونه تعریف کرده‌اند که، چه خاستگاهی بومی‌گرایانه داشته باشد و چه کیهانی‌نگر (جهان‌وطنی)، زمانی رخ می‌دهد که دولت، محیط زیست و سیاست‌های زیست‌محیطی را به‌عنوان نماد افتخار ملی مصادره می‌کند و از این راه به تحکیم و مشروعیت‌بخشی به هویت ملی می‌پردازد.
از نخستین نمونه‌های بوم‌ملی‌گرایی می‌توان به دهه ۱۹۸۰ در اتحاد جماهیر شوروی سابق اشاره کرد؛ زمانی که شهروندان، تخریب محیط زیست را هم نشانه‌ای از ناکارآمدی نظام سوسیالیستی و هم تلاشی عامدانه از سوی مسکو برای تضعیف یک ملت خاص از طریق بهره‌برداری منابع طبیعی آن می‌دانستند. جنبش‌های استقلال‌طلبانه در کشورهای استونی، لیتوانی و اوکراین نیروی عظیمی از جنبش زیست‌محیطی، به‌ویژه جنبش ضدهسته‌ای، دریافت کردند. در بازه زمانی ۱۹۸۵ تا ۱۹۹۱، بوم‌ملی‌گرایی هم از نشانه‌های فروپاشی اتحاد شوروی بود و هم عاملی محرک در این فرایند.
بنا بر دیدگاه انسان‌شناسان، بوم‌ملی‌گرایی اغلب در قالب نگاه به طبیعت به‌عنوان پدیده‌ای مستقل از فرهنگ، که باید تا حد امکان در وضعیت بکر و دست‌نخورده خود محافظت شود، تجلی می‌یابد. در مطالعات فرودستان و انسان‌شناسی فرهنگی بوم ملی‌گرایی به معنای نمادسازی از گونه‌های بومی جانوری و مناظر طبیعی به شیوه‌ای است که حس ملی‌گرایی را برمی‌انگیزد.

### بوم ملی‌گرایی قومی در برابر بوم ملی‌گرایی مدنی
در بررسی بوم‌ملی‌گرایی، بسیاری از نویسندگان بر اهمیت تمایز میان ملی‌گرایی قومی و ملی‌گرایی مدنی تأکید کرده‌اند. ملی‌گرایی قومی بر این باور است که دولت-ملت باید عمدتاً بر پایهٔ یک قوم خاص بنا شود، در حالی‌که ملی‌گرایی مدنی معتقد است دولت-ملت باید بر مبنای تنوع مردمی که دارای ارزش‌ها، باورها و فرهنگی مشترک هستند، شکل گیرد.
نوع نخست، یعنی ملی‌گرایی قومی، معمولاً گرایشی درون‌گرا، انزواطلب، بومی‌گرا و غالباً راست‌گرایانه دارد؛ در مقابل، ملی‌گرایی مدنی دارای رویکردی باز، برابری‌طلب، چندفرهنگی و معمولاً چپ‌گرایانه است. چه در شکل قومی و چه در شکل مدنی، زمانی که یک گروه ملی‌گرا، عنصر محیط‌زیست‌گرایی را به ایدئولوژی خود اضافه می‌کند، به این باور می‌رسد که دولت-ملت و شهروندان آن وظیفه‌ای اخلاقی و تاریخی برای حفاظت از محیط زیست کشور دارند.

### زیست‌منطقه‌گرایی
زیست‌منطقه‌گرایی، دیدگاهی است که باور دارد سامانه‌های سیاسی، فرهنگی و اقتصادی اگر بر اساس مناطق طبیعی تعریف‌شده‌ای به نام منطقه زیستی سازماندهی شوند، از نظر زیست‌محیطی پایدارتر و از نظر اجتماعی عادلانه‌تر خواهند بود. این ایده که دولت باید با جغرافیای طبیعی سرزمین هماهنگ باشد، با مفهوم قدیمی‌تر مرز طبیعی در اندیشهٔ ملی‌گرایانه سازگار است؛ مفهومی که بر این باور است مرزهای یک کشور باید بر پایهٔ ویژگی‌های طبیعی جغرافیا تعیین شوند.
به دلیل این هم‌راستایی مفهومی، زیست‌منطقه‌گرایی اغلب به‌عنوان یکی از اصول بنیادین در اندیشهٔ بوم‌ملی‌گرایی تلقی می‌شود.

### بوم‌گردی و بوم‌ملی‌گرایی فرهنگی
بوم‌ملی‌گرایی می‌تواند در قالب طبیعت‌گردی (اکوتوریسم) نیز بروز یابد؛ پدیده‌ای که گرچه می‌تواند موجب رونق اقتصادهای محلی شود، اما از دیدگاه‌های مختلف مورد انتقاد قرار گرفته است.
آثار هنری‌ای که زیبایی‌ها و شگفتی‌های طبیعی یک کشور را ستایش می‌کنند—مانند اشعار «ویلیام وردزورث» یا نقاشی‌های گروه هفت—نیز شکل دیگری از تجلی بوم‌ملی‌گرایی به‌شمار می‌روند. این آثار با برجسته‌سازی عناصر طبیعی به‌عنوان بخشی از هویت ملی، پیوندی میان فرهنگ، طبیعت و احساس میهن‌دوستی ایجاد می‌کنند.

## جستاهای وابسته
- سرمایه‌داری سازگار با محیط زیست
- سبزشویی
- بومی‌گرایی
- ناسیونالیسم چپ
- آب حیات است